# Estación Apuyaco
Apuyaco era una estación de ferrocarril que ubicaba en las áreas rurales del departamento Guatraché, Provincia de La Pampa, Argentina.

## Servicios
Pertenece al Ferrocarril Domingo Faustino Sarmiento en su ramal entre Darregueira y Alpachiri.
No presta servicios de pasajeros desde 1978, ni de cargas, sin embargo sus vías están concesionadas a la empresa FerroExpreso Pampeano.